# Cerei di Catania

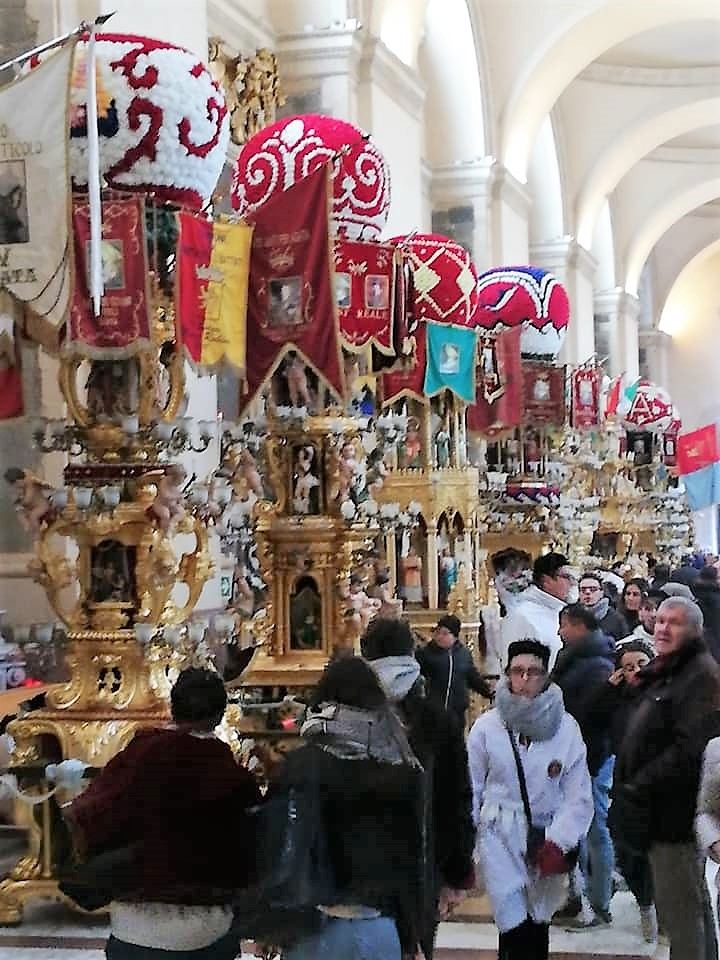
Ricovero delle cannalori in cattedrale il 6 febbraio 2020.

Le candelore o cerei di Catania (note in siciliano come “i cannalori” o “i cili”) sono degli elementi tipici delle manifestazioni devozionali effettuate durante la festa di sant'Agata a Catania.

## Definizione
La candelora, meglio nota con i suoi equivalenti siciliani “cannalora” o “ciliu” (“cereo”) rappresenta l'offerta della cera da parte di tutte le classi sociali alla santa patrona, attraverso torce da bruciare o ardere per atto devozionale o per accompagnare la celebrazione degli uffici divini.
Originariamente il cereo consisteva in un fascio di lunghissime candele, raggruppate in modo tale da formare un unico torcione. Il fascio di ceri così assemblato era introdotto in manufatti lignei sviluppati su più ordini e trasportati a spalla. Le costruzioni di diverse fogge, forme e stili recano sui vari livelli teatrini raffiguranti scene del martirio della santa, figure di santi, angeli, talvolta episodi biblici.
Con l'avvento degli accumulatori il cero o torcione centrale è stato sostituito da un finto cero culminante con una sfera colorata recante spesso disegni e colori tipici della corporazione di appartenenza. Nelle ore serali e notturne il globo sommitale si accende simboleggiando la fiamma che arde, l'intera superficie cosparsa di fiori si arricchisce di minuscoli punti luce. Ai vari ordini si illuminano corolle di luci aggiuntive quasi sempre accompagnate da fattezze di candela, paralumi in opalino e gemme di vetro, queste ultime dondolano e tintinnano a seconda del ritmo e dell'andatura imposta alla cannalora.
Vere e proprie opere d'arte, presentano scolpiti numerosi particolari, e ancora statuette, iscrizioni, per abbellimento recano ghirlande di fiori, bandiere, stemmi e gagliardetti. Sfilano seguendo un codificato diritto di preminenza nei giorni e nei rioni previsti dal programma, accompagnate dal suono di una banda. La competizione tra cannalori entra nel vivo durante la giornata dell'offerta della cera e durante la sira 'ô tri, durante il giro esterno del 4, il giro interno del 5, al rientro ed al temporaneo ricovero nelle navate laterali della cattedrale al termine della processione finale.

## Storia

### Epoca bizantina-normanna
Le candelore avevano la funzione di illuminare il cammino dei devoti. La pratica trova fondamento dell'antico rito pagano simboleggiante idealmente la fiamma di luce che squarcia l'oscurità delle tenebre.
Genericamente si rifà alla festa delle candelore, istituita nel 492 da papa Gelasio I oppure, secondo altri studiosi, da papa Sergio I nel 687.
Tutta la storiografia e la letteratura si rifà alla documentazione della notte del 17 agosto dell'anno 1126, allorquando le reliquie giunsero nel porto di Aci Castello. I cortei processionali notturni per il piccolo borgo marinaro, organizzati spontaneamente e repentinamente, furono illuminati dalla luce di torce e candele.

### Epoca spagnola
- Nel 1514 si contavano 22 cannalori, la prima delle quali in processione era quella dei Confettieri adorna di "cosi zuccarati".
- Nel 1674 assommavano a 28.

Giuseppe Pitrè documenta 16 candelore, ovvero le prime 10 delle corporazioni ancor oggi esistenti, più quella del ceto degli argentieri, quella dei facchini e quella dei sarti.
- Agli inizi del '900 se ne contavano 13.

### Epoca contemporanea
- Dal secondo dopoguerra e fino al 2010 sono 11 i cerei a prendere parte alle processioni.
- Nel 2012 entra a far parte delle processioni il dodicesimo cereo Villaggio Sant'Agata, donato da Salvatore Russo due anni prima, nel 2010.
- In occasione dei festeggiamenti agatini del 2017, viene presentato il nuovo cereo dei Mastri Artigiani, costruito nel 2009. Ha preso parte al corteo processionale a partire dall'anno successivo.
- 2020, 5 febbraio. Per avverse previsioni e condizioni meteorologiche decisamente peggiorate durante la sosta presso la Collegiata, il corteo delle candelore non ha lasciato piazza del Duomo. Tutti i cerei sono stati ricoverati all'interno della cattedrale.

- A giugno 2022 viene inaugurato il Cereo dei devoti, realizzato dallo scultore Giovanni Sessa, manufatto ospitato presso la chiesa Spirito Santo. Entra a far parte delle processioni dall'anno successivo.
- Il 2 febbraio 2024 è stato presentato il quindicesimo cereo, dedicato al commendatore Luigi Maina (scomparso nel 2020)[7].

Dal 2020, quasi tutti i cerei sono ospitati presso la Chiesa di San Nicolò l'Arena, a seguito della creazione del Museo delle Candelore, realizzato con il patrocinio del Comune di Catania, dell'Assessorato Sport e Turismo della Regione Siciliana e del Comitato Festeggiamenti Agatini.

## Elenco
|    | Denominazione                                  | Vezzeggiativo  | Stile    | Corporazione o quartiere                               | Peso e numero di portatori | Descrizione |
| -- | ---------------------------------------------- | -------------- | -------- | ------------------------------------------------------ | -------------------------- | --- |
| 1  | Cereo di Monsignor Ventimiglia o di Sant'Àjita | a Nicareḍḍa    |          |                                                        | 200/4                      | È il più piccolo dei cerei, fu donato nel 1766 dall'arcivescovo di Catania Salvatore Ventimiglia. |
| 2  | Cereo dei Rinoti                               |                | Barocco  | Quartiere "San Giuseppe La Rena"                       | 630/8                      | È la più antica tra le grandi cannalori, fu donata dagli abitanti del quartiere San Giuseppe La Rena. |
| 3  | Cereo dei fiorai (giardinera)                  | la Regina      | Gotico   | Ortofloricoltori                                       | 580/8                      | È sormontato da una grande corona, elemento che, insieme alla forma peculiare, vale il soprannome di regina delle cannalori. |
| 4  | Cereo dei pescivendoli (pisciari)              | a Birsagghiera | Rococò   | Pescivendoli                                           | 750/8                      | Si distingue per una corona floreale sospesa tra gli altorilievi del secondo ordine. Essa, basculando durante le evoluzioni dell'annacata, conferisce al cereo una caratteristica andatura agile e impettita, che le è valsa il soprannome di "bersagliera".                                                          |
| 5  | Cereo dei fruttivendoli (fruttarola)           | a Signurina    |          | Fruttivendoli                                          | 650/8                      | Si distingue per la sua semplice bellezza e per essere realizzato su di una base costituita da quattro cigni. |
| 6  | Cereo dei macellai (chiancheri)                |                |          | Macellai                                               | 680/8                      | Poggia su di una base costituita da quattro leoni e comprende nella parte alta, una statua di San Sebastiano, patrono della corporazione. |
| 7  | Cereo dei pastai (pastari)                     | a Picciriḍḍa   | Barocco  | Produttori di pasta                                    | 680/8                      | È l'unico che ha tuttora il candelone centrale in cera, le altre candelore hanno un cereo in plastica. Non ha il mazzo di fiori in cima. |
| 8  | Cereo dei pizzicagnoli                         | a Furmaggiara  | Liberty  | Venditori di formaggio                                 | 550/8                      | È realizzato su di una base costituita da quattro cariatidi. Recentemente è coronato da un mazzo di fiori. |
| 9  | Cereo dei bettolieri (putijari)                | a Putijara     | Impero   | Bettolieri                                             | 940/10                     | È costruito su una base rappresentata da quattro leoni e da quattro aquile. È il secondo cereo più pesante dopo quello dei panettieri. Non ha il mazzo di fiori in cima. |
| 10 | Cereo dei panettieri (pannitteri)              | a Mamma        | Impero   | Panificatori                                           | 980/12                     | È il più grande e pesante fra tutti i cerei, e richiede per il trasporto il più alto numero di vastasi (ben dodici). La prima sua costruzione risale al XVIII secolo. L'imponente cereo è sorretto da una base con, agli angoli, quattro statue di Atlante.                                                           |
| 11 | Cereo del Villaggio Sant'Agata                 |                |          | Quartiere "Villaggio Sant'Agata"                       | 650/8                      | Voluto dal signor Salvatore Russo ed inaugurato nel 2010, è stato ammesso in processione nel 2012. È stato il primo cereo ad aggiungersi nel nuovo millennio. |
| 12 | Cereo dei Mastri Artigiani                     |                |          | Maestri Artigiani / Quartiere "Tondicello della Plaia" | 650/8                      | Appartenente alla Parrocchia Maria Santissima Assunta del quartiere Tondicello della Plaia. Realizzato nel 2009, è stato ammesso in processione nel 2017, a partire dall'anno successivo. |
| 13 | Cereo Devoti di Sant’Agata                     |                |          |                                                        |                            | Realizzato nel 2022 dallo scultore Giovanni Sessa, in processione dal 2023. |
| 14 | Cereo Luigi Maina                              |                |          |                                                        |                            | È stato realizzato in onore di Luigi Maina, storico cerimoniere del Comune di Catania. Presentato a inizio febbraio 2024, prendendo parte alle processioni da quello stesso anno. |
| 15 | Cereo del Circolo di Sant'Agata                |                | Classico |                                                        | 640/8                      | Appartenente al Circolo Cittadino Sant'Agata, fino al 2012 era il cereo più recente in processione. È il meno pesante tra i cerei grandi. In esso sono raffigurati, oltre a Sant'Agata, l'altro martire catanese Sant'Euplio. Malgrado l'aggiunta delle nuove candelore, ha mantenuto il posto a chiusura della fila. |

## Descrizione
|    | Denominazione                                  | Vezzeggiativo  | Immagine | Descrizione |
| -- | ---------------------------------------------- | -------------- | -------- | --- |
| 1  | Cereo di Monsignor Ventimiglia o di Sant'Àjita | 'a Nicaredda   |          | Cereo con base quadrata, ripartito su tre livelli. Putti disposti agli spigoli del primo ordine, statuette di santi collocate fra volute del secondo. Corona - luce - stemmi disposti a raggiera al terzo. Voluta da monsignor Ventimiglia, donata dopo l'eruzione lavica del 1776 che minacciò di invadere i paesi di Pedara e Nicolosi. Due corolle di luci e corona floreale sommitale. Colpita dai bombardamenti della seconda guerra mondiale, fu ricostruito nella seconda metà del '900, non del tutto fedelmente a quella originale. Oggi è custodita presso Casa Vara ed è gestita dall'Associazione Sant'Agata in cattedrale. |
| 2  | Cereo dei Rinoti                               |                |          | Cereo con base quadrata con aquile angolari poggianti su volute. Angioletti alla base del primo ordine. Quattro teatrini con episodi della vita di Sant'Agata. Statuette di santi al secondo ordine. Presenta tre corolle di luci aggiuntive e una ghirlanda floreale intermedia. Corona, stemmi disposti a ruota e grande globo infiorato al terzo. |
| 3  | Cereo dei fiorai (giardinera)                  | 'a Regina      |          | Base quadrata con pinnacolo centrale di sezione ottagonale. Archetti gotici sorretti da colonne tortili, con Santi al primo ordine. Statuette raffiguranti Sant'Agata e Arcangeli al secondo ordine. Corona, stemmi disposti a ruota, grande globo infiorato al terzo. Presenta una corolla di luci sui pinnacoli e una alla base delle statuette. È custodita nella chiesa di San Nicolò l'Arena. |
| 4  | Cereo dei pescivendoli (pisciari)              | 'a Bersagliera |          | Cereo con base quadrata. Quattro teatrini nel primo ordine con putti disposti ai vertici superiori. Si distingue per una corona floreale toroidale pendente dagli altorilievi del secondo ordine. Al secondo ordine fra esili colonnine tortili le statuette del Redentore, San Sebastiano, San Francesco di Paola. Corona, stemmi disposti a ruota e grande globo infiorato al terzo. Caratteristica la coroncina toroidale di fiori freschi, oggi sostituita da fiori artificiali, che un tempo completava la candelora. L'omaggio floreale al tempo dell'arcivescovo Guido Luigi Bentivoglio, era benedetto durante una manifestazione nel cuore della pescheria, la mattina del 3 febbraio. Presenta quattro corolle di luci aggiuntive. Si può ammirare presso la chiesa di San Nicolò l'Arena. |
| 5  | Cereo dei fruttivendoli (fruttarola)           | 'a Signurina   |          | Cereo con base quadrangolare costituita da quattro cigni. Al primo ordine quattro teatrini delimitati alla base da quattro putti recanti i simboli della passione. Il secondo ordine caratterizzato da ghirlande di frutta e festoni fitomorfi, presenta quattro angioletti ai vertici, otto figure di santi disposti fra volute. Corona, stemmi disposti a ruota-raggiera e grande globo infiorato al terzo. Presenta quattro corolle di luci aggiuntive e due ghirlande di fiori e frutta. È custodita nella chiesa di San Nicolò l'Arena. |
| 6  | Cereo dei macellai (chiancheri)                |                |          | Cereo poggiante su di una base quadrangolare costituita da quattro leoni. Due teorie di putti ai lati e dall'alto ornano quattro teatrini al primo ordine. Nel secondo ordine un'altra teoria di putti fa ala a nicchie con statuette raffiguranti Sant'Antonio di Padova,Sant'Isidoro Agricola, la Madonna del Carmine eSan Sebastiano patrono della corporazione. Un terzo ordine è costituito da quattro angioletti che sostengono la corona terminale. Corona, luce, stemmi e bandiere disposti a ruota al quarto. Presenta quattro corolle e gruppi di luci aggiuntive, ghirlande e cuscini di fiori. Cereo custodito presso i locali della chiesa di San Sebastiano. |
| 7  | Cereo dei pastai (pastari)                     | 'a Picciridda  |          | Base quadrangolare costituita da massicce e articolate volute. Tra scomparti caratterizzate da mascheroni le statuette di Sant'Agata e altri santi al primo ordine. Quattro putti con simboli della passione al secondo. Corona, luce, stemmi disposti a raggiera al terzo. Presenta quattro corolle e gruppi di luci aggiuntive, fronde di fiori e sempreverdi. Torcione interno a vista con sfera in vetro opalino sulla corona terminale. È custodita presso la chiesa di San Nicolò l'Arena. |
| 8  | Cereo dei pizzicagnoli                         | 'a Fummaggiara |          | È realizzato su di una base costituita da quattro cariatidi. Quattro teatrini delimitati da putti al primo ordine. Fra volute con putti alati quattro figure di santi al secondo. Corona, stemmi disposti a ruota, bandiere e grande globo infiorato al terzo. Presenta tre corolle di gruppi di luci aggiuntive dagli elaborati paralumi con gocce. Fronde di sempreverdi e rami floreali pendenti. È custodita nella chiesa di San Nicolò l'Arena. |
| 9  | Cereo dei bettolieri (putijari)                | 'a Putiara     |          | È costruito su una base quadrangolare costituita da quattro leoni, da quattro aquile e altrettanti putti. È il secondo più pesante dopo quello dei panificatori. Quattro teatrini delimitati da altrettante cornucopie decorate con busti femminili ornano il primo ordine. Due teorie di putti decorano alla base il secondo ordine, fra volute fanno capolino quattro statuette. Un terzo ordine è costituito da quattro angioletti che sostengono la corona terminale. Presenta quattro corolle di luci aggiuntive con fattezze di candele. Corona, torcione a vista con sfera in opalino, stemmi e bandiere disposti a raggiera al quarto. Si conserva presso la chiesa di San Nicolò l'Arena.                                                                                                   |
| 10 | Cereo dei panettieri (pannitteri)              | 'a Mamma       |          | Base quadrangolare costituita da quattro statue di Atlante. Quattro teatrini delimitati ai vertici superiori da una teoria di altrettanti putti e luci con pendenti. Una seconda serie di luci fra ordini. Al secondo ordine quattro nicchiette con altrettante statuette di santi e una terza serie di luci. Corona, stemmi disposti a ruota, bandiere a raggiera e grande globo infiorato al terzo. Presenta tre corolle di gruppi di luci aggiuntive e fronde di sempreverdi. È custodita nella chiesa di San Nicolò l'Arena. |
| 11 | Cereo del Villaggio Sant'Agata                 |                |          | Base quadrangolare su zampe e teste di leone con volute intermedie recanti cartigli. Tra volute arcuate con putti alati quattro teatrini caratterizzano il secondo ordine. Quattro putti con simboli del martirio. Secondo ordine ripartito da volute con monogramma, quattro statuette (Sacro Cuore di Gesù, Immacolata Concezione, Sant'Agata e Sant'Euplio). Presenta quattro corolle di gruppi di luci aggiuntive. Corona, stemmi disposti a ruota-raggiera, bandiere e grande globo infiorato al terzo. |
| 12 | Cereo dei Mastri Artigiani                     |                |          | Base quadrangolare su volute. Cartigli delimitati da putti alati recanti strumenti della passione sormontati da statuette di santi (Immacolata Concezione, Sant'Agata, San Giuseppe e San Sebastiano) al primo ordine. Al secondo ordine pingui puttini reggicorona. Corona, stemmi disposti a ruota-raggiera, bandiere e grande globo infiorato al terzo. Presenta due corolle di gruppi di luci aggiuntive e una fronda di sempreverdi. |
| 13 | Cereo Devoti di Sant’Agata                     |                |          | Realizzato nel 2022 dallo scultore Giovanni Sessa, in processione dal 2023. |
| 14 | Cereo Luigi Maina                              |                |          | È stato realizzato in onore di Luigi Maina, storico cerimoniere del Comune di Catania. Presentato a inizio febbraio 2024, prendendo parte alle processioni da quello stesso anno. |
| 15 | Cereo del Circolo di Sant'Agata                |                |          | In esso sono raffigurati, oltre a Sant'Agata, l'altro martire catanese Sant'Euplio. Base quadrangolare su volute. Primo ordine costituito da quattro teatrini delimitati alla base da putti con simboli della passione. Al secondo ordine quattro statuette delimitate da erme alate (Sant'Euplio, Immacolata Concezione, Beato Cardinale Dusmet e Sant'Agata) e putti laterali. Corona, stemmi disposti a ruota, bandiere e grande globo infiorato al terzo. Presenta tre corolle di gruppi di luci aggiuntive e cuscini floreali. Si conserva presso la Basilica Collegiata sede del Circolo Cittadino Sant'Agata. |